# Lion belge
Le Lion belge est un événement qui  récompense, lors d'une cérémonie sportive et festive, les meilleures footballeuses et  footballeurs d'origine arabe évoluant en Belgique, au sein des trois divisions nationales.
Cette récompense a été créée en 2010 par l'association sans but lucratif' 'Voltaire ASBL et spécialement par les Frères Zbakh (Nourddin et Khalil ) .
Le jury de chaque catégorie est composé de membres des rédactions sportives du pays (presses écrite et audio-visuelle) ainsi que de membres d'un jury d'honneur.

## Palmarès

### Meilleur joueur
| Année | Gagnant              | Nationalité     | Club                 |
| ----- | -------------------- | --------------- | -------------------- |
| 2010  | Mbark Boussoufa      | Maroc/ Pays-Bas | RSC Anderlecht       |
| 2011  | Mbark Boussoufa (2)  | Maroc/ Pays-Bas | RSC Anderlecht       |
| 2012  | Soufiane Bidaoui     | Maroc/ Belgique | Lierse SK            |
| 2013  | Hamdi Harbaoui       | Tunisie         | KSC Lokeren          |
| 2014  | Hamdi Harbaoui (2)   | Tunisie         | KSC Lokeren          |
| 2015  | Mehdi Carcela        | Maroc/ Belgique | Standard de Liège    |
| 2016  | Sofiane Hanni        | Algérie/ France | KV Malines           |
| 2017  | Ishak Belfodil       | Algérie/ France | Standard de Liège    |
| 2018  | Mehdi Carcela (2)    | Maroc/ Belgique | Standard de Liège    |
| 2019  | Mehdi Carcela (3)    | Maroc/ Belgique | Standard de Liège    |
| 2020  | Selim Amallah        | Maroc/ Belgique | Standard de Liège    |
| 2021  | Tarik Tissoudali     | Maroc/ Pays-Bas | KAA La Gantoise      |
| 2022  | Tarik Tissoudali (2) | Maroc/ Pays-Bas | KAA La Gantoise      |
| 2023  | Bilal El Khannouss   | Maroc/ Belgique | KRC Genk             |
| 2024  | Mohamed Amoura       | Algérie         | Union Saint-Gilloise |

### Meilleure joueuse
| Année | Vainqueure               | Nationalité     | Club                |
| ----- | ------------------------ | --------------- | ------------------- |
| 2014  | Ibtissam Bouharat        | Maroc/ Belgique | RSC Anderlecht      |
| 2015  | Ibtissam Bouharat (2)    | Maroc/ Belgique | RSC Anderlecht      |
| 2016  | Yasmina Benabid          | Algérie/ France | RSC Anderlecht      |
| 2017  | Anaïs Bey-Temsamani      | Belgique/ Maroc | Oud-Heverlee Leuven |
| 2018  | Inara Bouker             | Belgique/ Maroc | Oud-Heverlee Leuven |
| 2019  | Sakina Ouzraoui Diki     | Maroc/ Espagne  | RSC Anderlecht      |
| 2020  | Sakina Ouzraoui Diki (2) | Maroc/ Espagne  | RSC Anderlecht      |
| 2021  | Sakina Ouzraoui Diki (3) | Maroc/ Espagne  | RSC Anderlecht      |
| 2022  | Rkia Mazrouai            | Maroc/ Pays-Bas | KAA La Gantoise     |
| 2023  | Sakina Ouzraoui Diki (4) | Maroc/ Espagne  | RSC Anderlecht      |
| 2024  | Rania Boutiebi           | Belgique/ Maroc | Club YLA            |

### Meilleur espoir
| Année | Vainqueur          | Nationalité     | Club                       |
| ----- | ------------------ | --------------- | -------------------------- |
| 2016  | Karim Essikal      | Maroc/ Belgique | Zulte Waregem              |
| 2017  | Ahmed El Messaoudi | Maroc/ Belgique | KV Malines                 |
| 2018  | Selim Amallah      | Maroc/ Belgique | RE Mouscron                |
| 2019  | Loïs Openda        | Belgique/ Maroc | Club Bruges                |
| 2020  | Loïs Openda        | Belgique/ Maroc | Club Bruges/Vitesse Arnhem |
| 2021  | Anouar Ait El Hadj | Belgique/ Maroc | RSC Anderlecht             |
| 2022  | Ilias Sebaoui      | Maroc/ Belgique | Beerschot VA               |
| 2023  | Bilal El Khannouss | Maroc/ Belgique | KRC Genk                   |
| 2024  | Bilal El Khannouss | Maroc/ Belgique | KRC Genk                   |

### Meilleur entraîneur
| Année | Vainqueur        | Nationalité       | Club                          |
| ----- | ---------------- | ----------------- | ----------------------------- |
| 2016  | Karim Belhocine  | France/ Algérie   | KV Courtrai                   |
| 2017  | Karim Belhocine  | France/ Algérie   | KV Courtrai                   |
| 2018  | Karim Belhocine  | France/ Algérie   | RSC Anderlecht                |
| 2019  | Hamide Lamara,   | France/ Algérie   | Standard de Liège             |
| 2020  | Karim Belhocine  | France/ Algérie   | R Charleroi SC                |
| 2021  | Karim Bachar     | Belgique/ Maroc   | Équipe de Belgique Futsal     |
| 2022  | Mohamed Bouhmidi | Belgique/ Algérie | Royale Union Tubize-Braine    |
| 2023  | Nadir Sbaa       | Belgique/ Maroc   | Royal Charleroi Sporting Club |
| 2024  | Radhi Jaïdi      | Tunisie           | Cercle Brugge                 |

### Meilleur joueur à l'étranger
| Année | Vainqueur         | Nationalité     | Club                |
| ----- | ----------------- | --------------- | ------------------- |
| 2016  | Marouane Fellaini | Belgique/ Maroc | Manchester United   |
| 2017  | Marouane Fellaini | Belgique/ Maroc | Manchester United   |
| 2018  | Marouane Fellaini | Belgique/ Maroc | Manchester United   |
| 2019  | Marouane Fellaini | Belgique/ Maroc | Shandong Luneng     |
| 2020  | Marouane Fellaini | Belgique/ Maroc | Shandong Luneng     |
| 2021  | Loïs Openda       | Belgique/ Maroc | Racing Club de Lens |
| 2022  | Ilias Chair       | Maroc/ Belgique | Queens Park Rangers |
| 2023  | Loïs Openda (2)   | Belgique/ Maroc | RB Leipzig          |
| 2024  | Ismael Saibari    | Belgique/ Maroc | PSV Eindhoven       |

### Meilleur joueur de futsal
| Année | Vainqueur        | Nationalité     | Club           |
| ----- | ---------------- | --------------- | -------------- |
| 2019  | Brahim El Jomail | Belgique/ Maroc | Lart Brussel   |
| 2023  | Ismaïl Ouaddouh  | Pays-Bas/ Maroc | Celtic FD Visé |
| 2024  | Ahmed Sababti    | Belgique/ Maroc | FC Antwerpen   |

## Meilleur buteur
| Année | Vainqueur        | Nationalité     | Club                 | Buts |
| ----- | ---------------- | --------------- | -------------------- | ---- |
| 2022  | Tarik Tissoudali | Maroc/ Pays-Bas | KAA La Gantoise      | 19   |
| 2024  | Mohamed Amoura   | Algérie         | Union Saint-Gilloise | 18   |